# Hupfer
Hupfer ist ein deutscher Familienname.

## Namensträger
- Andreas Hupfer (1721–1799), deutscher Gutsbesitzer und Mäzen
- Franz Ferdinand Hupfer (1827–1896), deutscher Gutsbesitzer und Politiker
- Friedrich Wilhelm Hupfer (1820–1908), deutscher Gutsbesitzer und Politiker
- Heinz Hupfer (1922–1991), deutscher Schauspieler
- Klement Hupfer (1849–1941), deutscher Politiker (Zentrumspartei)
- Peter Hupfer (1933–2024), deutscher Meteorologe, Ozeanograf und Klimaforscher